# NGC 249
NGC 249 è una nebulosa a emissione situata nella costellazione del Tucano.

## Descrizione
NGC  249 è situata all'incirca alla stessa distanza dalla Terra della Piccola Nube di Magellano, vale a dire 199.000 anni luce. Nella stessa regione di cielo sono presenti numerose altre nebulose a emissione.

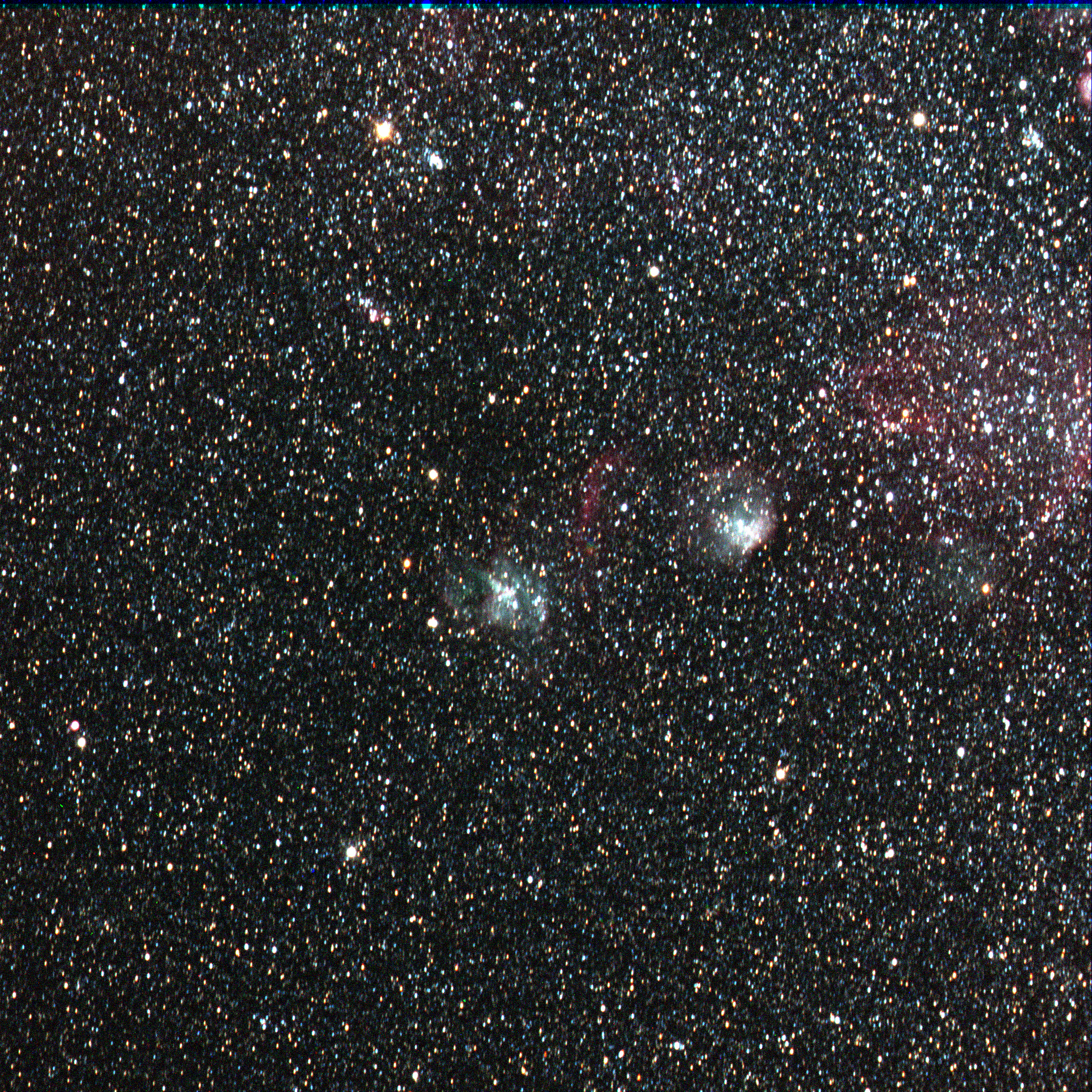
NGC 249 ripresa dall' l'Osservatorio di Cerro Tololo.

## Scoperta
La nebulosa NGC 249 è stata scoperta il 5 settembre 1826 dall'astronomo scozzese James Dunlop.